# Vivien Petras
Vivien Petras ist Informationswissenschaftlerin und Professorin für Information Retrieval am Institut für Bibliotheks- und Informationswissenschaft der Humboldt-Universität zu Berlin.

## Beruflicher Werdegang
Sie erwarb von 1995 bis 2001 den M.A. (Entry vocabulary modules – tools for improving subject access to retrieval systems) an der Humboldt-Universität zu Berlin und von 2001 bis 2006 den Ph.D. (Translating dialects in search. Mapping between specialized languages of discourse and documentary languages) an der University of California, Berkeley. Seit 2012 ist sie Professorin für Information Retrieval am Institut für Bibliotheks- und Informationswissenschaft der Humboldt-Universität zu Berlin.
Ihre Forschungsschwerpunkte sind Evaluation von Informationssystemen, Information Retrieval Evaluation, Wissenschaftsevaluation, multilinguales Information Retrieval, Interaktives Information Retrieval, digitale Bibliotheken: Metadaten, Erschließung, Interoperabilität, Qualität & Heterogenitätsbehandlung, Kulturerbeinformationssysteme, Informationskompetenz & Digitale Kompetenz, domänenspezifische Wissensorganisation und elektronisches Publizieren, Open Access, Open Science, Forschungsdatenmanagement, Informationsmanagement.